# Tošijuki Kuroiwa
Tošijuki Kuroiwa (japonsky 黒岩敏幸, Kuroiwa Tošijuki; * 27. února 1969 Cumagoi) je bývalý japonský rychlobruslař.
V roce 1989 se poprvé představil v závodech Světového poháru, na Asijských zimních hrách 1990 byl čtvrtý (1000 m) a pátý (1500 m) a na Mistrovství světa ve sprintu 1990 devátý. První medaili, bronzovou, vybojoval na sprinterském světovém šampionátu 1991, následující rok ji obhájil. Startoval na Zimních olympijských hrách 1992, kde získal stříbro v závodě na 500 m; na dvojnásobné trati skončil devátý. Na zimní olympiádě 1994 dosáhl na distanci 1000 m jedenáctého místa. V dalších letech se účastnil především závodů Světového poháru, na ZOH 1998 byl v závodě na 500 m šestnáctý. Poslední starty absolvoval na konci roku 2001.